# Junior-VM i håndbold 2001 (mænd)
Juniorverdensmesterskabet i håndbold for mænd 2001 var det 13. junior-VM i håndbold for mænd, og turneringen med deltagelse af 20 hold afvikledes i Schweiz i perioden 20. august – 2. september 2001.
Turneringen blev vundet af Rusland, som i finalen besejrede Spanien med 31-27. Bronzemedaljerne gik til Sverige, som i bronzekampen vandt 37-26 over Ungarn.

## Resultater
De 20 deltagende hold var inddelt i fire grupper med fem hold i hver, og i hver gruppe spillede holdene en enkeltturnering alle-mod-alle. De fire gruppevindere, de fire -toere og de fire -treere gik videre til kampene om placeringerne 1-12, mens holdene, der sluttede som nr. 4 eller 5 i hver gruppe, spillede videre i kampene om 13.- til 20.-pladsen.

### Indledende runde

#### Gruppe A
| Dato | Kamp                 | Res.  | Pause | Spillested |
| ---- | -------------------- | ----- | ----- | ---------- |
|      | Kroatien – Rusland   | 22–21 | 09-12 |            |
|      | Slovenien – Norge    | 31–24 | 14-12 |            |
|      | Slovenien – Rusland  | 26–28 | 13-17 |            |
|      | Spanien – Norge      | 34–22 | 19-10 |            |
|      | Spanien – Kroatien   | 32–26 | 17-13 |            |
|      | Norge – Rusland      | 19–29 | 07-15 |            |
|      | Slovenien – Kroatien | 29–31 | 16-16 |            |
|      | Spanien – Rusland    | 28–27 | 12-14 |            |
|      | Kroatien – Norge     | 25–33 | 12-16 |            |
|      | Spanien – Slovenien  | 29–31 | 19-13 |            |

| Hold      | Kampe | Mål     | Point |
| --------- | ----- | ------- | ----- |
| Spanien   | 4     | 123-106 | 6     |
| Kroatien  | 4     | 104-115 | 4     |
| Rusland   | 4     | 105-950 | 4     |
| Slovenien | 4     | 117-112 | 4     |
| Norge     | 4     | 098-119 | 2     |

#### Gruppe B
| Dato | Kamp                 | Res.  | Pause | Spillested |
| ---- | -------------------- | ----- | ----- | ---------- |
|      | Schweiz – Argentina  | 27–17 | 14-60 |            |
|      | Danmark – Algeriet   | 30–26 | 14-11 |            |
|      | Egypten – Schweiz    | 31–26 | 16-10 |            |
|      | Danmark – Argentina  | 23–13 | 11-50 |            |
|      | Egypten – Algeriet   | 23–21 | 12-10 |            |
|      | Algeriet – Argentina | 29–29 | 16-13 |            |
|      | Danmark – Schweiz    | 31–14 | 16-60 |            |
|      | Egypten – Argentina  | 19–18 | 9-9   |            |
|      | Egypten – Danmark    | 19–28 | 07-16 |            |
|      | Schweiz – Algeriet   | 26–27 | 14-13 |            |

| Hold      | Kampe | Mål     | Point |
| --------- | ----- | ------- | ----- |
| Danmark   | 4     | 112-720 | 8     |
| Egypten   | 4     | 92-93   | 6     |
| Algeriet  | 4     | 103-108 | 3     |
| Schweiz   | 4     | 093-106 | 2     |
| Argentina | 4     | 77-98   | 1     |

#### Gruppe C
| Dato | Kamp                    | Res.  | Pause | Spillested |
| ---- | ----------------------- | ----- | ----- | ---------- |
|      | Ungarn – Kuwait         | 33–24 | 15-12 |            |
|      | Sverige – Tyskland      | 31–30 | 15-14 |            |
|      | Hviderusland – Kuwait   | 29–23 | 14-80 |            |
|      | Ungarn – Tyskland       | 31–27 | 15-80 |            |
|      | Hviderusland – Sverige  | 23–38 | 10-18 |            |
|      | Ungarn – Sverige        | 31–29 | 17-13 |            |
|      | Kuwait – Tyskland       | 27–34 | 10-15 |            |
|      | Hviderusland – Tyskland | 25–31 | 13-11 |            |
|      | Hviderusland – Ungarn   | 32–32 | 17-14 |            |
|      | Sverige – Kuwait        | 31–23 | 14-11 |            |

| Hold         | Kampe | Mål     | Point |
| ------------ | ----- | ------- | ----- |
| Ungarn       | 4     | 127-112 | 7     |
| Sverige      | 4     | 129-107 | 6     |
| Tyskland     | 4     | 122-114 | 4     |
| Hviderusland | 4     | 109-124 | 3     |
| Kuwait       | 4     | 097-127 | 0     |

#### Gruppe D
| Dato | Kamp                    | Res.  | Pause | Spillested |
| ---- | ----------------------- | ----- | ----- | ---------- |
|      | Polen – Brasilien       | 22–21 | 11-11 |            |
|      | Tunesien – Qatar        | 19–21 | 08-10 |            |
|      | Jugoslavien – Brasilien | 29–25 | 16-17 |            |
|      | Polen – Qatar           | 30–18 | 14-80 |            |
|      | Jugoslavien – Tunesien  | 31–27 | 15-12 |            |
|      | Polen – Tunesien        | 33–25 | 14-14 |            |
|      | Brasilien – Qatar       | 24–22 | 11-11 |            |
|      | Jugoslavien – Qatar     | 23–24 | 13-13 |            |
|      | Jugoslavien – Polen     | 33–30 | 17-17 |            |
|      | Tunesien – Brasilien    | 18–30 | 06-14 |            |

| Hold        | Kampe | Mål     | Point |
| ----------- | ----- | ------- | ----- |
| Jugoslavien | 4     | 116-106 | 6     |
| Polen       | 4     | 115-970 | 6     |
| Brasilien   | 4     | 100-910 | 4     |
| Qatar       | 4     | 85-96   | 4     |
| Tunesien    | 4     | 089-115 | 0     |

### Hovedrunde
I hovedrunden samledes de fire gruppevindere, de fire -toere og de fire -treere fra den indledende runde i gruppe I og II. I hver gruppe spillede holdene en enkeltturnering alle-mod-alle, og de to gruppevindere og de to -toere kvalificerede sig til semifinalerne, mens treerne gik videre til placeringskamp om femtepladsen. De to firere gik videre til kampen om syvendepladsen, de to femmere til kampen om niendepladsen og de to seksere til kampen om 11.-pladsen. Resultater af indbyrdes opgør mellem hold fra samme indledende gruppe blev overført til hovedrunden, så holdene ikke skulle mødes igen.

#### Gruppe I
| Dato                | Kamp               | Res.  | Pause | Spillested |
| ------------------- | ------------------ | ----- | ----- | ---------- |
|                     | Danmark – Rusland  | 18–22 | 07-12 |            |
| Kroatien – Egypten  | 23–24              | 10-70 |       |            |
| Spanien – Algeriet  | 51–25              | 24-11 |       |            |
|                     | Danmark – Kroatien | 27–22 | 15-12 |            |
| Egypten – Spanien   | 25–34              | 11-14 |       |            |
| Rusland – Algeriet  | 29–21              | 16-60 |       |            |
|                     | Spanien – Danmark  | 28–23 | 13-11 |            |
| Rusland – Egypten   | 30–22              | 15-90 |       |            |
| Kroatien – Algeriet | 35–24              | 17-10 |       |            |

| Hold     | Kampe | Mål     | Point |
| -------- | ----- | ------- | ----- |
| Spanien  | 5     | 173-126 | 10    |
| Rusland  | 5     | 129-111 | 6     |
| Danmark  | 5     | 126-117 | 6     |
| Egypten  | 5     | 113-136 | 4     |
| Kroatien | 5     | 128-128 | 4     |
| Algeriet | 5     | 117-168 | 0     |

#### Gruppe II
| Dato                  | Kamp                   | Res.  | Pause | Spillested |
| --------------------- | ---------------------- | ----- | ----- | ---------- |
|                       | Jugoslavien – Tyskland | 19–31 | 08-15 |            |
| Ungarn – Brasilien    | 30–23                  | 20-11 |       |            |
| Sverige – Polen       | 37–26                  | 19-10 |       |            |
|                       | Tyskland – Brasilien   | 29–22 | 14-90 |            |
| Jugoslavien – Sverige | 26–34                  | 14-14 |       |            |
| Polen – Ungarn        | 26–30                  | 10-17 |       |            |
|                       | Sverige – Brasilien    | 31–27 | 18-13 |            |
| Tyskland – Polen      | 23–22                  | 9-9   |       |            |
| Ungarn – Jugoslavien  | 26–34                  | 15-14 |       |            |

| Hold        | Kampe | Mål     | Point |
| ----------- | ----- | ------- | ----- |
| Ungarn      | 5     | 148-139 | 8     |
| Sverige     | 5     | 162-140 | 8     |
| Tyskland    | 5     | 140-125 | 6     |
| Jugoslavien | 5     | 141-146 | 6     |
| Polen       | 5     | 126-144 | 2     |
| Brasilien   | 5     | 118-141 | 0     |

### Placeringsrunde
Placeringsrunden om 13.- til 20.-pladsen havde deltagelse af de otte hold, der endte på fjerde- eller femtepladserne i de indledende grupper. Holdene var opdelt i to grupper med fire hold, der hver spillede en enkeltturnering alle-mod-alle.

#### Gruppe I
| Dato | Kamp                     | Res.  | Pause | Spillested |
| ---- | ------------------------ | ----- | ----- | ---------- |
|      | Slovenien – Argentina    | 37–24 | 16-12 |            |
|      | Hviderusland – Tunesien  | 36–19 | 17-90 |            |
|      | Tunesien – Slovenien     | 25–26 | 13-11 |            |
|      | Argentina – Hviderusland | 25–27 | 11-11 |            |
|      | Argentina – Tunesien     | 22–26 | 10-12 |            |
|      | Slovenien – Hviderusland | 32–37 | 12-16 |            |

| Hold         | Kampe | Mål     | Point |
| ------------ | ----- | ------- | ----- |
| Hviderusland | 3     | 100-760 | 6     |
| Slovenien    | 3     | 95-86   | 4     |
| Tunesien     | 3     | 70-84   | 2     |
| Argentina    | 3     | 71-90   | 0     |

#### Gruppe II
| Dato | Kamp             | Res.  | Pause | Spillested |
| ---- | ---------------- | ----- | ----- | ---------- |
|      | Qatar – Kuwait   | 27–27 | 13-11 |            |
|      | Schweiz – Norge  | 24–28 | 16-12 |            |
|      | Norge – Qatar    | 32–18 | 16-11 |            |
|      | Kuwait – Schweiz | 23–26 | 07-15 |            |
|      | Norge – Kuwait   | 30–26 | 14-12 |            |
|      | Schweiz – Qatar  | 29–24 | 15-10 |            |

| Hold    | Kampe | Mål   | Point |
| ------- | ----- | ----- | ----- |
| Norge   | 3     | 90-68 | 6     |
| Schweiz | 3     | 79-75 | 4     |
| Kuwait  | 3     | 76-83 | 1     |
| Qatar   | 3     | 69-88 | 1     |

### Placerings- og finalekampe
| Dato                | Kamp                  | Res.                | Pause               | Spillested          |
| Kamp om 19.-pladsen | Kamp om 19.-pladsen   | Kamp om 19.-pladsen | Kamp om 19.-pladsen | Kamp om 19.-pladsen |
| ------------------- | --------------------- | ------------------- | ------------------- | ------------------- |
|                     | Argentina – Qatar     | 24–30               | 12-15               |                     |
| Kamp om 17.-pladsen |                       |                     |                     |                     |
|                     | Tunesien – Kuwait     | 21–23               | 12-90               |                     |
| Kamp om 15.-pladsen |                       |                     |                     |                     |
|                     | Slovenien – Schweiz   | 28–31               | 18-15               |                     |
| Kamp om 13.-pladsen |                       |                     |                     |                     |
|                     | Hviderusland – Norge  | 41–40               | 19-18               |                     |
| Kamp om 11.-pladsen |                       |                     |                     |                     |
|                     | Algeriet – Brasilien  | 21–32               | 12-16               |                     |
| Kamp om 9.-pladsen  |                       |                     |                     |                     |
|                     | Kroatien – Polen      | 33–32               | 18-16               |                     |
| Kamp om 7.-pladsen  |                       |                     |                     |                     |
|                     | Egypten – Jugoslavien | 29–38               | 08-14               |                     |
| Kamp om 5.-pladsen  |                       |                     |                     |                     |
|                     | Danmark – Tyskland    | 20–21               | 11-13               |                     |
| Semifinaler         |                       |                     |                     |                     |
|                     | Spanien – Sverige     | 30–28               | 11-12               |                     |
| Ungarn – Rusland    | 27–35                 | 11-16               |                     |                     |
| Bronzekamp          |                       |                     |                     |                     |
|                     | Sverige – Ungarn      | 37–26               | 17-14               |                     |
| Finale              |                       |                     |                     |                     |
|                     | Spanien – Rusland     | 27–31               | 19-13               |                     |

| Samlet rangering | Samlet rangering |
| ---------------- | ---------------- |
| Guld             | Rusland          |
| Sølv             | Spanien          |
| Bronze           | Sverige          |
| 4.               | Ungarn           |
| 5.               | Tyskland         |
| 6.               | Danmark          |
| 7.               | Jugoslavien      |
| 8.               | Egypten          |
| 9.               | Kroatien         |
| 10.              | Polen            |
| 11.              | Brasilien        |
| 12.              | Algeriet         |
| 13.              | Hviderusland     |
| 14.              | Norge            |
| 15.              | Schweiz          |
| 16.              | Slovenien        |
| 17.              | Kuwait           |
| 18.              | Tunesien         |
| 19.              | Qatar            |
| 20.              | Argentina        |

### Medaljevindere
| Guld | Sølv    | Bronze  |
| --- | ------- | ------- |
| Rusland | Spanien | Sverige |
| Jurij Ojered Jevgenij Titov Anton Rubizov Dmitrij Kovalev Vassilij Filippov A. Gorbatikov Valerij Miagkov Danil Tsjernov Aleksej Burakin Oleg Frolov Andrej Filippov A. Boulakh Anton Diatjuk M. Tsjipurin Aleksej Peskov Træner: Valentin Sitjev | [[]]    | [[]]    |

## Top målscorere
| Nr. | Navn              | Mål |
| --- | ----------------- | --- |
| 1   | Manuel Liniger    | 70  |
| 2   | Siarhei Rutenka   | 61  |
| 3   | B. Djordjevic     | 60  |
| 4   | Iker Romero       | 56  |
| 5   | Luka Žvižej       | 55  |
| 6   | Oleg Frolov       | 52  |
| 7   | Kristian Kjelling | 51  |
| 8   | A. Kourtchev      | 45  |
| 8   | Christian Zeitz   | 45  |
| 8   | N. Fakhri         | 45  |

Kilde: Hand action